# Bathygobius versicolor
Bathygobius versicolor es una especie de peces de la familia de los Gobiidae en el orden de los Perciformes.

## Distribución geográfica
Se encuentra en el Pacífico occidental central: Saipán.

## Observaciones
Es inofensivo para los humanos.